# Sphodros
Sphodros este un gen de păianjeni migalomorfi, răspândiți în SUA și Mexic. Speciile date au fost excluse din genul Atypus și grupate într-un gen aparte în 1980. 

## Specii
- Sphodros abboti Walckenaer, 1835 — SUA
- Sphodros atlanticus Gertsch & Platnick, 1980 — SUA
- Sphodros coylei Gertsch & Platnick, 1980 — SUA
- Sphodros fitchi Gertsch & Platnick, 1980 — SUA
- Sphodros niger (Hentz, 1842) — SUA, Canada
- Sphodros paisano Gertsch & Platnick, 1980 — SUA, Mexic
- Sphodros rufipes (Latreille, 1829) — SUA